# Mafdal
El Partido Nacional Religioso (en hebreo: מִפְלָגָה דָּתִית לְאֻמִּית) (transliterado: Miflagá Datit Leumit), comúnmente conocido en Israel por su acrónimo hebreo Mafdal, מַפְדָּ"ל, fue un partido político israelí representante del sionismo religioso. Fundado en 1956, en el momento de su disolución en 2008 era el segundo partido más longevo del país tras Agudat Israel, formando parte de cada gobierno de coalición desde 1992.

## Sionismo religioso: antecedentes
El movimiento Sionista Religioso es una facción ortodoxa dentro del movimiento sionista la cual combina una creencia en la importancia del establecimiento de un estado judío en la Tierra de Israel siguiendo un estilo de vida religioso, en contraste con el sionismo secular y los movimiento ortodoxos jaredíes. El fundador espiritual e ideológico del Movimiento Sionista Religioso fue el rabino Abraham Isaac Kook, que llamó a los jóvenes judíos religiosos a asentarse en Israel y llamó a los sionistas socialistas seculares a tener más en cuenta el judaísmo. El rabino Kook entendió el sionismo como una parte del esquema divino que resultaría en un reasentamiento del pueblo judío en su hogar, Israel y, finalmente, la venida del Mesías. En noviembre de 2008, el Mafdal se unió al nuevo partido político La Casa Judía.

## Resultados electorales
|  | 9,13 % |

|  | 9,86 % |

|  | 9,81 % |

|  | 8,95 % |

|  | 9,74 % |

|  | 8,32 % |

|  | 9,20 % |

|  | 4,80 % |

|  | 3,55 % |

|  | 3,93 % |

|  | 4,95 % |

|  | 7,87 % |

|  | 4,24 % |

|  | 4,20 % |

|  | 7,14 % |